# 森下くるみ
森下 くるみ（もりした くるみ、1980年3月4日 - ）は、日本の文筆家、女優、元AV女優。秋田県秋田市出身。

## 略歴・人物
1998年9月にソフト・オン・デマンドにてデビューし、当時としては異例であった12本の出演契約を結ぶ。インディーズAVメーカー初の専属女優であり、ロリータ系AV女優としてAVに加え、写真集を含むグラビアでも活動した。2002年にはソフト・オン・デマンドを離れ、TOHJIROが設立したドグマの専属女優となった。
10年ほど人気を博すものの、要求される内容がどんどんハードになってきたことから、2008年にAV女優を引退。
AV女優引退後は主に文筆家として活動している。
2011年に映画、2014年には舞台に出演する。
その後、2018年11月に「今後の活動のためにひと区切りつけたい」との理由からAV人権倫理機構に「作品販売等停止申請」を行い、AV女優としての全出演作品の販売・インターネット配信の停止がなされたことを明らかにした。これらは業界に嫌悪したり、自身の過去の否定ではなく、むしろソフト・オン・デマンドでデビューしているからこそ日本的なポルノの文化的特性を理解しており、資料的な意味合いで残すという意味においては賛同している。
AVが原因となる偏見問題は女優側でなく、本来「版元であるメーカーや所属事務所が対応すべき」という意見を持つ。

## 趣味
公式ブログを通じて自身の趣味を公表している。それによれば、好みの映画監督は小津安二郎、成瀬巳喜男、川島雄三、伊丹十三、森﨑東、チャップリン、スティーヴン・スピルバーグ、アンドレイ・タルコフスキー、ボリス・バルネット、ヴィットリオ・デ・シーカ、フェデリコ・フェリーニ、マルコ・ベロッキオ、アルフレッド・ヒッチコック、ジャン＝ピエール&リュック・ダルデンヌ、ラウル・セルヴェ、ジョン・ウォーターズなど。ミュージシャンではキング・クリムゾン、ZABADAK、GAUZE、平沢進などを挙げている。
また旅行も趣味であり、これまでにカナダ・イタリア・フランス・ベルギー・オランダ・ドイツ・チェコ・スペイン・インド・タイ・ベトナム・ラオス・マレーシア・シンガポール・インドネシア・台湾・香港・韓国・チベット・中国（北京、上海、杭州、紹興、黄山、南京、景徳鎮、泰山、成都）などを訪れている。

## 作品

### 著書等

#### アダルト写真集
- 『milk―森下くるみ写真集』（1998年12月発行、英知出版）ISBN 9784754212131
- 『森下くるみ (TENNYO (3))』 (2000年08月発行、英知出版）ISBN 9784754212667
- 『森下くるみ (SANWA MOOK)』 (2001年11月発行、三和出版）ISBN 9784883568734

#### エッセイ
- 『すべては「裸になる」から始まって』（2007年3月30日発行、英知出版 ISBN 9784754220778
- 『すべては「裸になる」から始まって』（2008年・講談社文庫 ISBN 9784062760300
- 『36』（フォトエッセイ 写真・金子山 2016年・ポンプラボ）ISBN 9784908824005

#### 対談集
- 『らふ』（2010年10月14日発行、青志社）ISBN 9784905042037

#### 小説
- 『硫化水銀』（小説現代 2008年2月号掲載）
- 『ダリア』（エソラ〔小説現代増刊〕 VOL.5掲載）
- 『ヴィオラ』（小説現代 2011.4月号掲載）
- 『バニラ』（ソニー・デジタルエンタテインメント 2011年11月発売）
- 『MOSAIC』（綜合図書 2012年）
- 『川反』（季刊誌「東京荒野」第2号 2015年8月27日発売）

#### 電子書籍
- 『虫食いの家（うち）』（Kindle Single) Kindle版[11]
- 『すべては「裸になる」から始まって』[12]

#### 連載
- 季刊誌「東京荒野」第6号～15号　『中国回遊録』 ISBN 9784909798015
- 季刊誌「東京荒野」第18号～連載中　『ちったい、にゅうにゅう』ISBN 9784909798046
- 『未明02 (ポエジィとアートを連絡する叢書) 』「食べびと。」ISBN 9784990990213
- 『聖なる悪女の覚え書き』[13]

#### 寄稿
- 『伝説のAV女優』（著・寺井広樹 2021年・彩図社）ISBN 9784801305595

## 出演

### アダルトビデオ
- 森下くるみ(もりしたくるみ)の商品一覧  - FANZA

### 映画
- 劇場版 神聖かまってちゃん ロックンロールは鳴り止まないっ（2011年、入江悠監督）[6]
- すべては「裸になる」から始まって（2012年、中町サク監督）原作
- トテチータ・チキチータ（2012年、古勝敦監督）[14]
- インターミッション(2013年、樋口尚文監督)[15]
- ユートピアサウンズ（2013年、三間旭浩監督）[16]
- 死んでもいいの 百年恋して（2013年12月） - 主演・主婦祐加役[5]
- リップヴァンウィンクルの花嫁（2016年）[17]

### 舞台
- OFFICE SHIKA PRODUCE「山犬」（2014年8月7日～17日 座・高円寺1、8月21日～24日 大阪　ABCホール）ユキ役[7]
- 勝田演劇事務所プロデュース№25 アラバール二本立て「ファンドとリス」（2015年11月26日～30日、日暮里d-倉庫）リス役[18]